# Lizandro Luna
Lizandro Luna La Rosa (Azángaro, 16 de marzo de 1894-Arequipa, 27 de septiembre de 1964) fue un poeta, periodista y autodidacta peruano. Su biblioteca personal actualmente conforma la Biblioteca Municipal de Azángaro.

## Biografía
Nació el 16 de marzo de 1894 en el distrito y provincia de Azángaro, en el departamento de Puno. Fue hijo de Luis Felipe Luna y María Dolores La Rosa. Curso sus estudios primarios en su ciudad natal y la educación secundaria en la Institución Educativa Integrada Glorioso Colegio Nacional de "San Carlos" de Puno. Posteriormente, ingresó a la Escuela Nacional de Agricultura, hoy Universidad Nacional Agraria La Molina, donde completó su formación superior.
Falleció el 27 de septiembre de 1964 en la ciudad de Arequipa a los 70 años. Cada 16 de marzo se conmemora el nacimiento de Lizandro Luna en la ciudad de Azángaro, donde se celebra su vida y obra.

## Obra
El puma indomable es una de sus obras más destacadas, en la que se documenta por primera vez la vida e historia de Pedro Vilcapaza, personaje que hasta entonces no contaba con registros escritos sobre su trayectoria. Publicado en 1944, el libro contribuyó a rescatar del anonimato a Vilcapaza, quien participó en las rebeliones indígenas junto a Túpac Amaru y Túpac Katari. Fue Lizandro Luna quien otorgó a Pedro Vilcapaza el apelativo de Puma Indomable, con el que sería reconocido posteriormente, en referencia a su resistencia y liderazgo en la lucha contra el dominio colonial.
Su obra literaria incluye además títulos como Choquehuanca el amauta, Templo de oro de Azángaro, Bronce conmemorativo, Tierra prócer, Morgue y zampoñas del Kollao, esta última una obra póstuma editada por Samuel Frisancho. Su trabajo lo ubicó como una figura importante dentro de la literatura regional, particularmente en el contexto de la identidad cultural andina. De acuerdo a Gamaliel Churata, su obra se inscribe dentro del movimiento indigenista en Perú, especialmente por su interés en preservar y exaltar las gestas de la resistencia indígena, las cuales se han mantenido principalmente en el ámbito del pensamiento.
En el ámbito del periodismo, fue director, junto a Ángel Aparicio, del periódico Don Cencerro en 1919 y participó en diversas publicaciones.  También fue director del periódico Voz del pueblo. Su legado bibliográfico, compuesto por más de 1300 volúmenes, fue donado a la Biblioteca Municipal de Azángaro, contribuyendo a su valor cultural. Además, poseía una colección de trajes de danzas autóctonas, relacionada con las tradiciones locales.